# Colceag, Prahova
Colceag (mai vechi, Colceagu sau Tătărăii lui Chiriță) este satul de reședință al comunei cu același nume din județul Prahova, Muntenia, România.

## Istorie
Așezarea este atestată documentar în 1469.
În 1831, Colceagu era un sat în plasa Câmpu, județul Saac, ce avea 95 de gospodării.

### Situația în 1899
Următoarele date sunt culese din Marele Dicționar Geografic al României din anul 1899. La acea dată Colceagul era o comună rurală din plasa Cricovul, județul Prahova. Colceagul este situat pe loc șes, la 32 km de capitala județului și la 14 km de a plaiului. Avea o populație de 943 locuitori (458 bărbați, 485 femei). Capi de familie ersu 306; contribuabili 170; case de locuit 297.
In comună funcționa o singură biserică, fondată în anul 1885 și deservită de un preot. Biserica s-a construit de către locuitori. Aceștia s-au împroprietărit la 1864, pe moșiile Suteanca și Cirișeanca, dându-li-se 318 hectare de pământ. Ei aveau: 19 cai, 56 iepe, 159 vaci, 1068 oi și 186 porci.
Școala data de la anul 1880. Comuna se întindea pe o suprafață de 669 hectare.
În 1899, comerțul se exercita de 4 cârciumari. Veniturile se urcau la 2858 lei și cheltuielile la 2790 lei anual.
Satul e udat numai de râul Călmățui.